# Apozomus weiri
Apozomus weiri är en spindeldjursart som beskrevs av Harvey 1992. Apozomus weiri ingår i släktet Apozomus och familjen Hubbardiidae. Inga underarter finns listade i Catalogue of Life.